# Сулима, Андрей Михайлович
Андрей Михайлович Сулима (24 сентября (6 октября) 1917 — 11 марта 1984) — командир роты 69-го гвардейского танкового полка (21-я гвардейская механизированная бригада, 8-й гвардейский механизированный корпус, 1-я танковая армия, 1-й Украинский фронт), полковник.

## Биография
Родился 24 сентября (6 октября по новому стилю) 1917 года в селе Чернолозка ныне Сахновщинского района Харьковской области. Работал заведующим колхозным клубом.
В Красной Армии с 1938 года. В 1941 году окончил Ульяновское танковое училище. На фронте в Великую Отечественную войну с 1941 года.
Сулиме было приказано выйти к реке Днестр и обеспечить её форсирование стрелковыми подразделениями. Рота в составе шести танков была атакована вражескими «тиграми». Гвардии лейтенант Сулима дал команду танкам отойти за гребень высоты, оставил для отвлечения внимания противника два танка, с остальными четырьмя пошёл в обход и атаковал с запада. Танкисты освободили несколько сотен советских военнопленных. 24 марта ворвался в город Городенка (Ивано-Франковская область). В Городенке были захвачены большие трофеи и около трёхсот пленных, среди которых командир венгерского пехотного полка.
26 апреля 1944 года за мужество, отвагу и героизм, проявленные в борьбе с немецко-фашистскими захватчиками, гвардии лейтенанту Сулиме Андрею Михайловичу присвоено звание Героя Советского Союза с вручением ордена Ленина и медали «Золотая Звезда».
После войны продолжал службу в армии. С 1960 года полковник Сулима — в запасе. Жил в Ленинграде. Умер 11 марта 1984 года.